# Збаражко княжество
Збаражското княжество (на украински: Збаразьке князівство; на полски: Księstwo Zbaraskie) e отделно васално княжество в рамките на Великото литовско княжество (от 1569 г. на Полско-Литовска държава), съществувало в периода 1456–1627 г. в югозападната част на историческата област Волиния и северната част на Подолието, имащо за столица град Збараж (днес районен център в Тернополска област на Украйна).

## История
Збаражкото княжество възниква на наследствените вотчинни земи на рутенския княжески род Несвицки, който традиционно се считат за родова линия, произхождаща от рода на великия литовски княз Гедимин. Нови ДНК опровергават тази теория и установяват еднозначно, че родът Несвицки (приел по-късно фамилното име Збаразки от името на главната им резиденция в Збараж) произхожда от рода Рюриковичи – основатели на Киевска Рус.
През 1434 г. Фьодор Несвицки признава васалитета си спрямо полския крал, като запазва за себе си и своите потомци наследствената неприкосновеност на своето княжество (с градовете Збараж, Виница, Хмелник). През 1463 г. неговият син Семьон започва да се нарича княз Збаразки.
Збаражкото княжество е имало статут на княжеска волост. Държавната администрация не се меси във вътрешните му работи; князете Збаразки безусловно, но въз основа на общодържавни правни актове, извършва управлението, събират данъци и упражняват съдебната власт. Те са били задължени да оказват военна помощ на своя сюзерен и не са имали независима външна политика.
През втората половина на XVI век Збаражкото княжество фактически губи своето автономно устройство, а владетелите му стават обикновени кралски васали – едри земевладелци. Въпреки това, князете Збаражки, а след измирането на рода през 1621 г., техните наследници – князете Вишневецки, формално запазват титлата си „княз“ на Збаражкото княжество.